# Sambaíba
Sambaíba è un comune del Brasile nello Stato del Maranhão, parte della mesoregione del Sul Maranhense e della microregione di Chapadas das Mangabeiras.